# Município de Springfield (condado de Jefferson, Ohio)
O município de Springfield (em inglês: Springfield Township) é um município localizado no condado de Jefferson no estado estadounidense de Ohio. No ano de 2010 tinha uma população de 2.367 habitantes e uma densidade populacional de 29,78 pessoas por km².

## Geografia
O município de Springfield encontra-se localizado nas coordenadas 40° 29′ 06″ N, 80° 54′ 12″ O. Segundo a Departamento do Censo dos Estados Unidos, o município tem uma superfície total de 79.48 km², da qual 79,48 km² correspondem a terra firme e (0 %) 0 km² é água.

## Demografia
Segundo o censo de 2010, tinha 2.367 habitantes residindo no município de Springfield. A densidade populacional era de 29,78 hab./km². Dos 2.367 habitantes, o município de Springfield estava composto pelo 98,86 % brancos, o 0,25 % eram afroamericanos, o 0,21 % eram amerindios, o 0,13 % eram asiáticos e o 0,55 % eram de uma mistura de raças. Do total da população o 0,42 % eram hispanos ou latinos de qualquer raça.